# Marcel Ponseele

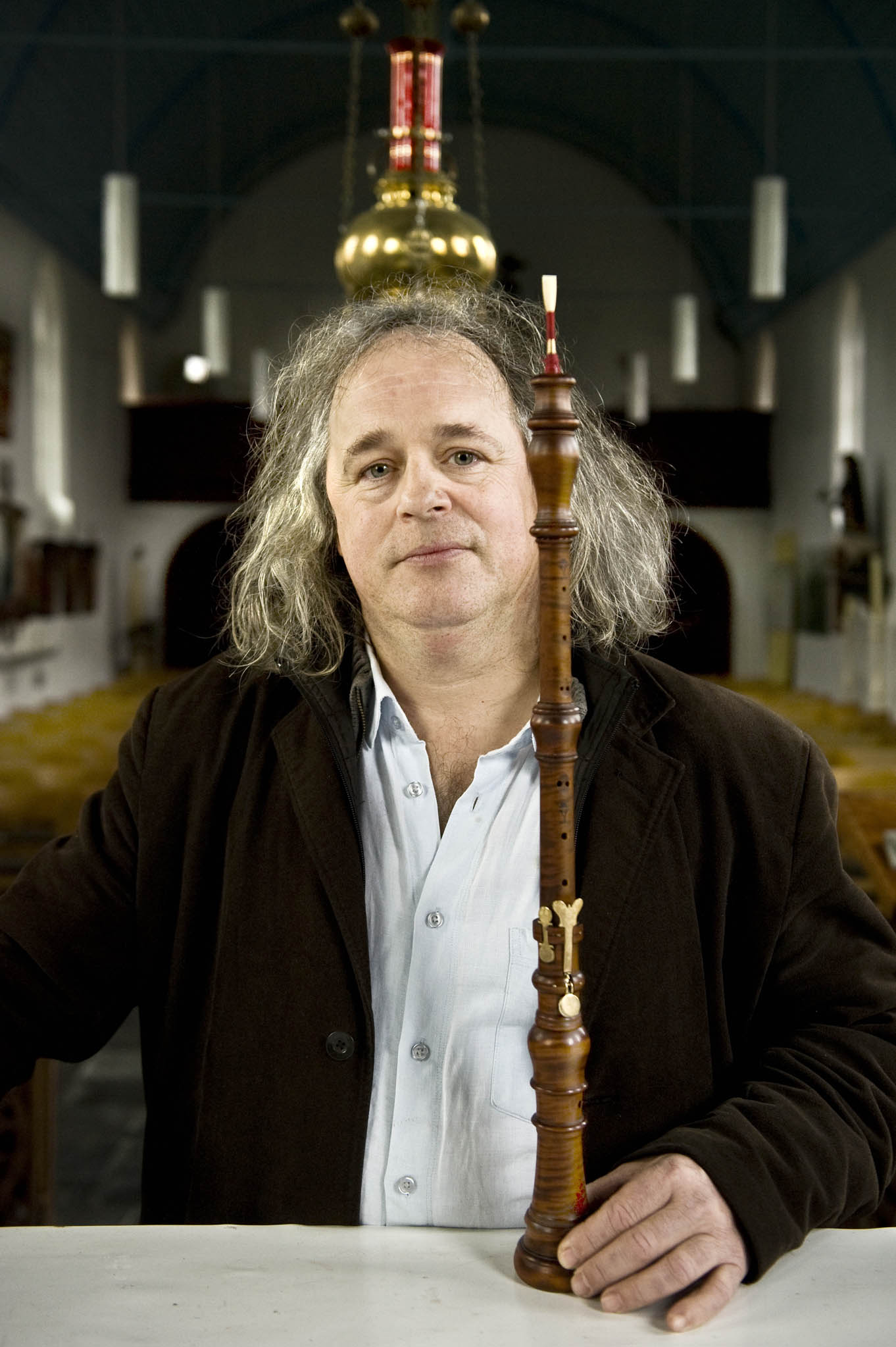
Marcel Ponseele (2011)

Marcel Ponseele (* 1957 in Kortrijk) ist ein belgischer Oboist und Instrumentenbauer im Bereich historische Aufführungspraxis.

## Leben und Wirken
Marcel Ponseele machte 1977 seinen Abschluss am städtischen Konservatorium Brügge, bevor er seine Studien an den königlichen Konservatorien Gent und Brüssel fortsetzte, wo er sich auf das Spiel der Barockoboe spezialisierte. 1981 war er Preisträger des „Musica Antiqua Wettstreit“ beim Festival van Vlaanderen in Brügge.
Ponseele ist in erster Linie solistisch tätig bei Kantaten und Oratorienaufführungen des Amsterdam Baroque Orchestra, der „La Petite Bande“ unter Sigiswald Kuijken, der „La Chapelle Royale“; er war Gründungsmitglied des „Orchestre des Champs-Élysées“ unter Philippe Herreweghe, neben weiteren ist er auch für die von John Eliot Gardiner und Masaaki Suzuki geleiteten Ensembles tätig. Er selber leitet das Bläserensemble „Harmonie des Champs-Elysées“.
1988 gründete er gemeinsam mit Jan De Winne und Shalev Ad-El das Barockensemble Il Gardellino, mit dem er zahlreiche Konzerte und Kammermusik des 18. Jahrhunderts einspielte. Ponseele unterrichtete über einen längeren Zeitraum Barockoboe am Pariser Konservatorium und gibt jetzt sein Können in Meisterkursen weiter. Mehr als 30 solistische Einspielungen und zahllose Konzerte in aller Welt mit den oben erwähnten Ensembles machten ihn international bekannt.
Gemeinsam mit seinem Bruder Francis Ponseele betreibt Marcel Ponseele bei Damme eine Manufaktur, die historische Oboen und die anderen zur Oboenfamilie gehörende Varianten des Instrumentes herstellt, die bei Solisten einen internationalen Ruf haben, sowie gelegentlich Barockfagotte.

## Diskografie (Auswahl)
- „Baroque Oboe Concertos“, mit Werken von Johann Sebastian Bach, Georg Friedrich Händel, Alessandro Marcello und  Georg Philipp Telemann, mit „Il Gardellino“ (2004)
- „Concerti d'amore“ mit Werken von Telemann, Christoph Graupner und Antonio Vivaldi, mit „Il Gardellino“ (Accent, 2004)
- „Oboenkonzerte von Bach“, mit „Il Gardellino“ und Ryo Terakado Violine (Accent, 2006)
- Johann Friedrich Fasch: „Concertos for various instruments“ (2011, Accent)